# 포 퀸
포 퀸(faux queen)은 주로 드래그 퀸(drag queen) 역할을 하는 여성들을 의미한다. 드래그 퀸은 대부분 남자로 이루어져 있는데, 이 남자들은 여장을 하여 여성성을 과하게 부각시키고 여성의 사회적 지위와 역할 등을 풍자하는 일을 한다. 포 퀸은 남자가 아닌 여자가 이 일을 하는 경우를 지칭하는 용어이다. 포 퀸들은 퍼포먼스 아티스트들이며 주로 LGBTQ 단체 등과 인접해 있는 경우가 많다. 이들은 성적 편견을 깨기 위해 활동한다. 다른 이름으로는 바이오 퀸(bio queen), 디바 퀸(diva queen) 등이 있다. 드래그 퀸들은 게이, 즉 동성애 문화와 많은 관련이 있는데, 그런 이유 때문에 포 퀸들은 오랜 시간 드래그 문화에서 배척받아 왔다. 그러나 드래그의 인기가 높아지며(대표적으로 에미상 수상 리얼리티 쇼 루폴의 드래그 레이스(RuPaul's Drag Race가 있다) 포 퀸들의 영역도 차츰 넓어지고 있다.

## 같이 보기
- 젠더퀴어
- 퀴어